# Championnat d'Allemagne de football 1929-1930
Navigation
Meisterschaft
(Verbandsligen)
1928-1929 Meisterschaft
(Verbandsligen)
1930-1931
La saison 1929-1930 du Championnat d'Allemagne de football était la 23e édition de la première division allemande.
Seize clubs participent à la compétition nationale, il s'agit des clubs de 7 régions d'Allemagne. Le championnat national est disputé sous forme de coupe à élimination directe.
Le Hertha Berlin, après 4 échecs consécutifs en finale, remporte le titre en s'imposant face au Holstein Kiel. C'est le premier titre de champion d'Allemagne dans l'histoire du Hertha.

## Les 16 clubs participants
- Baltique : VfB Königsberg - SC Titania Stettin
- Brandebourg : Tennis Borussia Berlin - Hertha Berlin
- Centre : VfB Leipzig - Dresdner SC
- Nord : SV Arminia Hanovre - Holstein Kiel
- Sud : SpVgg Fürth - FC Nuremberg - Eintracht Francfort
- Sud-Est : Sportfreunde Breslau - Beuthen 1909
- Ouest : SpVgg Köln/Sulz 1907 - VfL Benrath - Schalke 04

## Compétition
La compétition a lieu sous forme de coupe, avec match simple.

### Premier tour
- Tous les matchs ont eu lieu le 18 mai 1930.

| Équipe 1             | Résultat | Équipe 2               |
| -------------------- | -------- | ---------------------- |
| Dresdner SC          | 8 - 1    | VfB Königsberg         |
| Eintracht Francfort  | 1 - 0    | VfL Benrath            |
| Schalke 04           | 6 - 2    | SV Arminia Hanovre     |
| Hertha Berlin        | 3 - 2    | Beuthen 1909           |
| Holstein Kiel        | 4 - 3    | VfB Leipzig            |
| Sportfreunde Breslau | 0 - 7    | FC Nuremberg           |
| SpVgg Fürth T        | 4 - 1    | Tennis Borussia Berlin |
| SC Titania Stettin   | 2 - 4    | SpVgg Köln/Sulz 1907   |

### Quarts de finale
- Tous les matchs ont eu lieu le 1er juin 1930 (match d'appui disputé le 9 juin 1930).

| Équipe 1             | Résultat | Équipe 2             |
| -------------------- | -------- | -------------------- |
| Dresdner SC a.p.     | 5 - 4    | SpVgg Fürth T        |
| FC Nuremberg         | 6 - 2    | Schalke 04           |
| Holstein Kiel        | 4 - 2    | Eintracht Francfort  |
| SpVgg Köln/sulz 1907 | 1 - 1    | Hertha Berlin        |
| Hertha Berlin        | 8 - 1    | SpVgg Köln/Sulz 1907 |

### Demi-finale
- Tous les matchs ont eu lieu le 15 juin 1930.

| Équipe 1      | Résultat | Équipe 2     |
| ------------- | -------- | ------------ |
| Hertha Berlin | 6 - 3    | FC Nuremberg |
| Holstein Kiel | 2 - 0    | Dresdner SC  |

### Finale
| 22 juin 1930 | Hertha Berlin | 5 - 4 | Holstein Kiel | Rheinstadion, Düsseldorf |  |
|              |               |       |               |                          |  |

## Bilan de la saison
| Tableau d'Honneur                   |               |
| Compétition                         | Vainqueur     |
| Championnat d'Allemagne de football | Hertha Berlin |